# Henrik von Sydow (regissör)
För riksdagsledamoten med samma namn, se Henrik von Sydow (född 1976)
Per Henrik von Sydow, född 6 februari 1958 i Sankt Pauli församling i Malmö, är en svensk regissör och producent.
Henrik von Sydow är son till skådespelarna Max von Sydow och Kerstin Olin (sedermera Christina von Sydow).

von Sydow blev 1982 Bachelor of arts i film och litteratur vid Brown University i USA. Han har arbetat med dokumentärfilm, långfilm, barn- och underhållningsprogram samt reklamfilm. Han har till exempel regisserat komediserien Missförstå mig rätt (1991), Stjärnorna på slottet (2006), dokumentärfilmen Gunnel Lindblom – ut ur tystnaden (2018) samt Birgitta Dahls heliga vrede (2021).

## Filmografi i urval
Källor: Svensk Filmdatabas och IMDB

### Regi
- 1989 – Hammarby close-up
- 1991 – Missförstå mig rätt
- 2006 – Stjärnorna på slottet
- 2017 – Till minne: Gösta Ekman (delad regi)
- 2018 – Gunnel Lindblom – ut ur tystnaden
- 2021 – Birgitta Dahls heliga vrede

### Producent
- 1986 – Dagbok genom ett sekel
- 2007 – Barbacka (ungdomsserie SVT)
- 2021 – Birgitta Dahls heliga vrede

### Redaktör
- 2018 – Bergman – ett år, ett liv
- 2019 – Hasse & Tage – en kärlekshistoria

- 2019 – Blott Sverige svenska komedienner har
- 2021 – EVERT! EVERT! EVERT!
- 2021 – LENA
- 2022 – Arvet efter Fadime

### Manus
- 2018 – Gunnel Lindblom - ut ur tystnaden
- 2018 – Zlatan – för Sverige i tiden
- 2021 – Birgitta Dahls heliga vrede

### Produktionsledare & FAD
- 1989 – Kvinnorna på taket
- 1990 – Blankt vapen

### Klippning
- 1992 – Minnen från Kaldabanan

### Regiassistent
- 1983 – Brottsplats: Gorkij parken
- 1989 – Kvinnorna på taket
- 1990 – Blankt vapen

### Biträdande producent
- 1992 – Minnen från Kaldabanan

### Övrig medarbetare
- 1982 – Ingenjör Andrées luftfärd

### Speaker
- 2001 – Lappsjukan

### Roller
- 1966 – Hawaii
- 2018 – Fettknölen